# Ситни медењаци
Ситни медењаци (хол. pepernoten) су слаткиши који се често једу за време Синтеркласа, а праве се од ражаног брашна помешаног са мало аниса.
Уобичајено је да се послужују тако што се посипају по соби, како би деца могла да их траже. Рука која сеје указује на стари симбол плодности, на сељака који сеје семе по пољу. Овај обред за плодност се изводи од давнина почетком децембра, а донекле може да се упореди са посипањем пиринча или конфета, што се данас често изводи на венчањима.
Раније су се ситни медењаци мешали са новчићима, а данас се мешају са слаткишима. Бацање новчића потиче од старе легенде у којој је Свети Никола срео три младе девојке чији отац није имао да плати мираз, те их је присиљавао да почну да се баве проституцијом. Тада им је Свети Никола бацио извесну количину новчића којима су оне ипак могле да плате мираз.
Зачињени ситни медењаци (хол. kruidnoten)
Људи често мешају зачињене и обичне ситне медењаке, тако да је у међувремену постало коректно називати ову врсту ситних медењака тим именом. Они су у ствари много тврђи и праве се од друге врсте теста, са зачинима за спекулас, те стога укус више наликује спекуласу.